# Бомбардиране на Букурещ
Бомбардирането на Букурещ като самостоятелна цел е осъществено от англо-американската стратегическа бомбардировъчна авиация през 1944 г.
До 1944 г. и по време на участието на Кралство Румъния на страната на Оста във ВСВ, бомбардировките на Букурещ са спомагателни при тези на основната цел на Балканите на англо-американската стратегическа военна авиация – петролните полета и рафинерии край Плоещ.
Първата бомбардировка на Букурещ е по време на т.нар. операция Приливна вълна.
Букурещ е разсипан от бомбардировки на 4 април 1944 г. от 449-а американска авиационна група стратегически бомбардировачи B-24 Либърейтър. При тази бомбардировка загиват близо 5000 цивилни. Само бомбардировката на Лесковац е по-унищожителна на Балканите въобще.
На 15 април 1944 г., непосредствено преди православния Великден, над Букурещ са хвърлени запалителни бомби от британската военна авиация. 